# 卢博米尔·扎伊切克
卢博米尔·扎伊切克（捷克語：Lubomír Zajíček，1946年2月15日—2013年5月14日），捷克男子排球运动员。他曾代表捷克斯洛伐克国家队参加1968年和1972年夏季奥林匹克运动会排球比赛，其中1968年奥运会获得一枚铜牌。